# Äggspindel
Äggspindel (Enoplognatha ovata) är en spindelart som först beskrevs av Carl Alexander Clerck 1757.  Äggspindel ingår i släktet Enoplognatha och familjen klotspindlar. Arten är reproducerande i Sverige. Inga underarter finns listade i Catalogue of Life.

## Bildgalleri

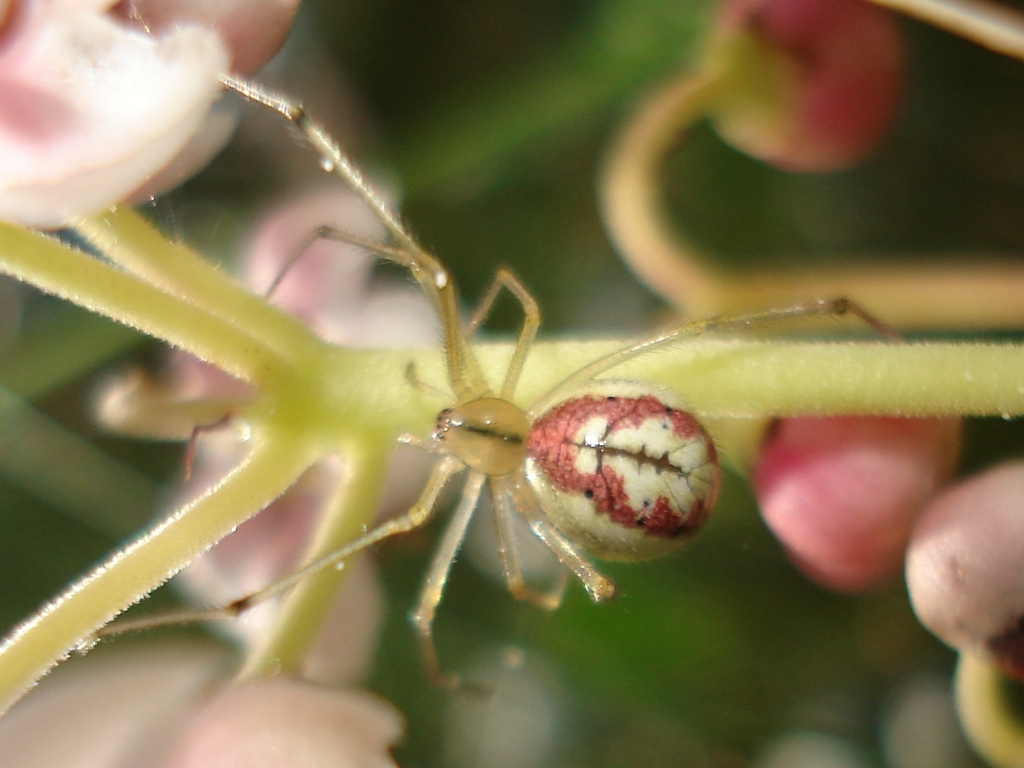
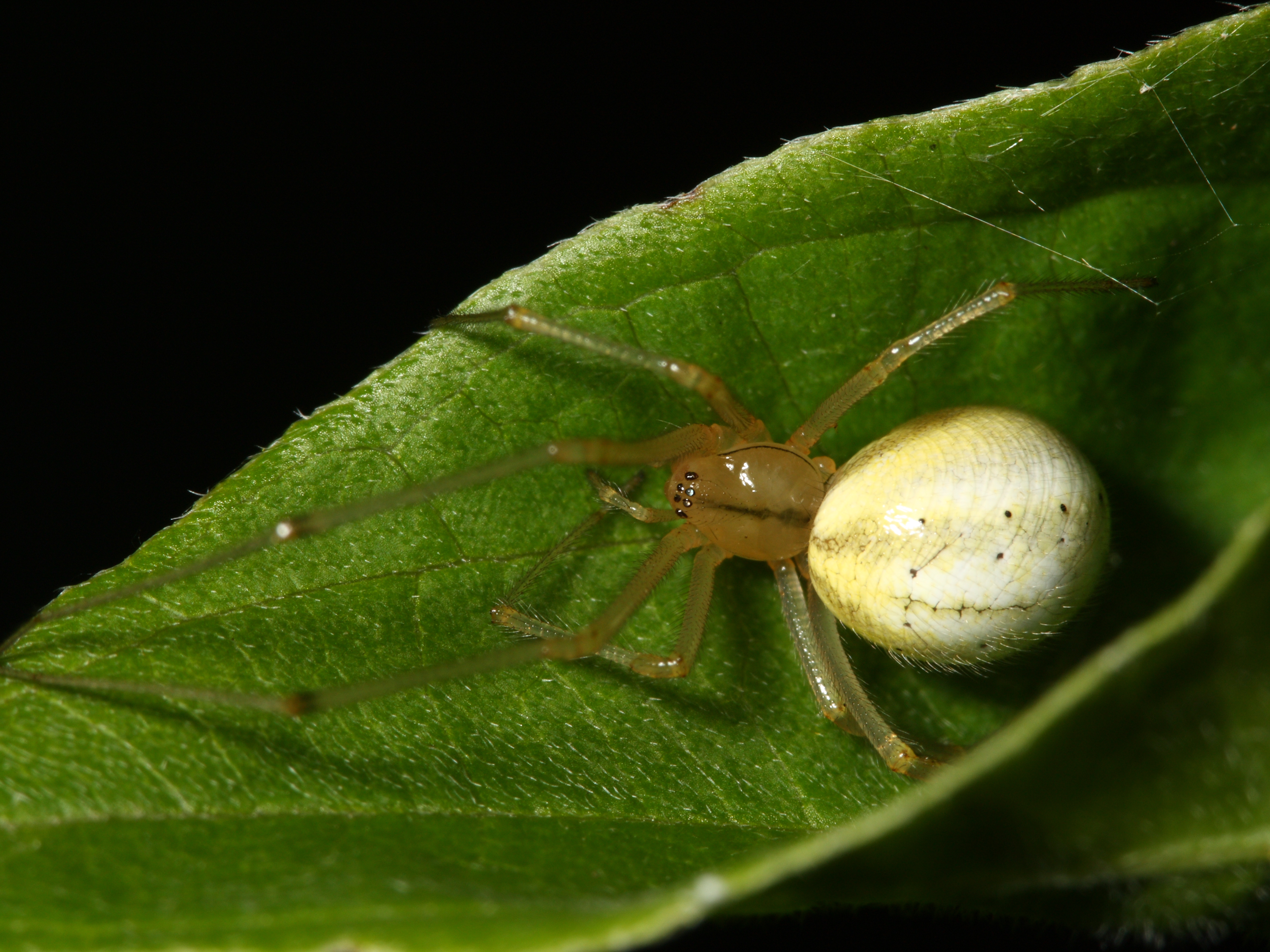